# Terra Indígena Sarauá
A Terra Indígena Sarauá é uma terra indígena localizada no estado brasileiro do Pará. Regularizada e tradicionalmente ocupada, tem uma área de 18 610 hectares e uma população de 87 pessoas, do povo Amanayé.